# Castejón de las Armas
Castejón de las Armas é um município da Espanha na província de Saragoça, comunidade autónoma de Aragão. Tem 16,09 km² de área e em 2021 tinha 82 habitantes (densidade: 5,1 hab./km²).

## Demografia
| Variação demográfica do município entre 1991 e 2004 | Variação demográfica do município entre 1991 e 2004 | Variação demográfica do município entre 1991 e 2004 | Variação demográfica do município entre 1991 e 2004 |
| --------------------------------------------------- | --------------------------------------------------- | --------------------------------------------------- | --------------------------------------------------- |
| 1991                                                | 1996                                                | 2001                                                | 2004                                                |
| 155                                                 | 154                                                 | 117                                                 | 99                                                  |